# Burg Dalečín

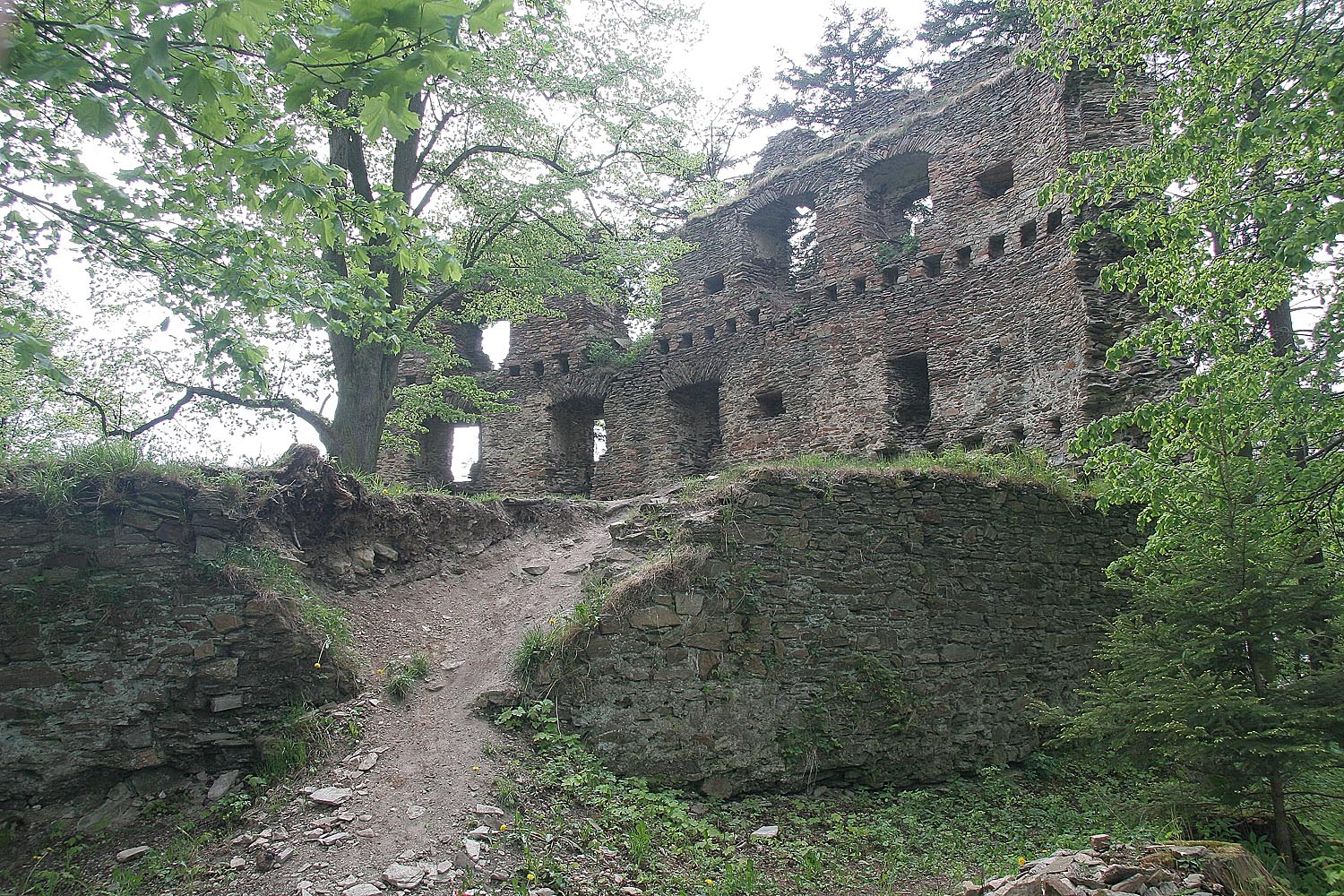
Reste der Burg

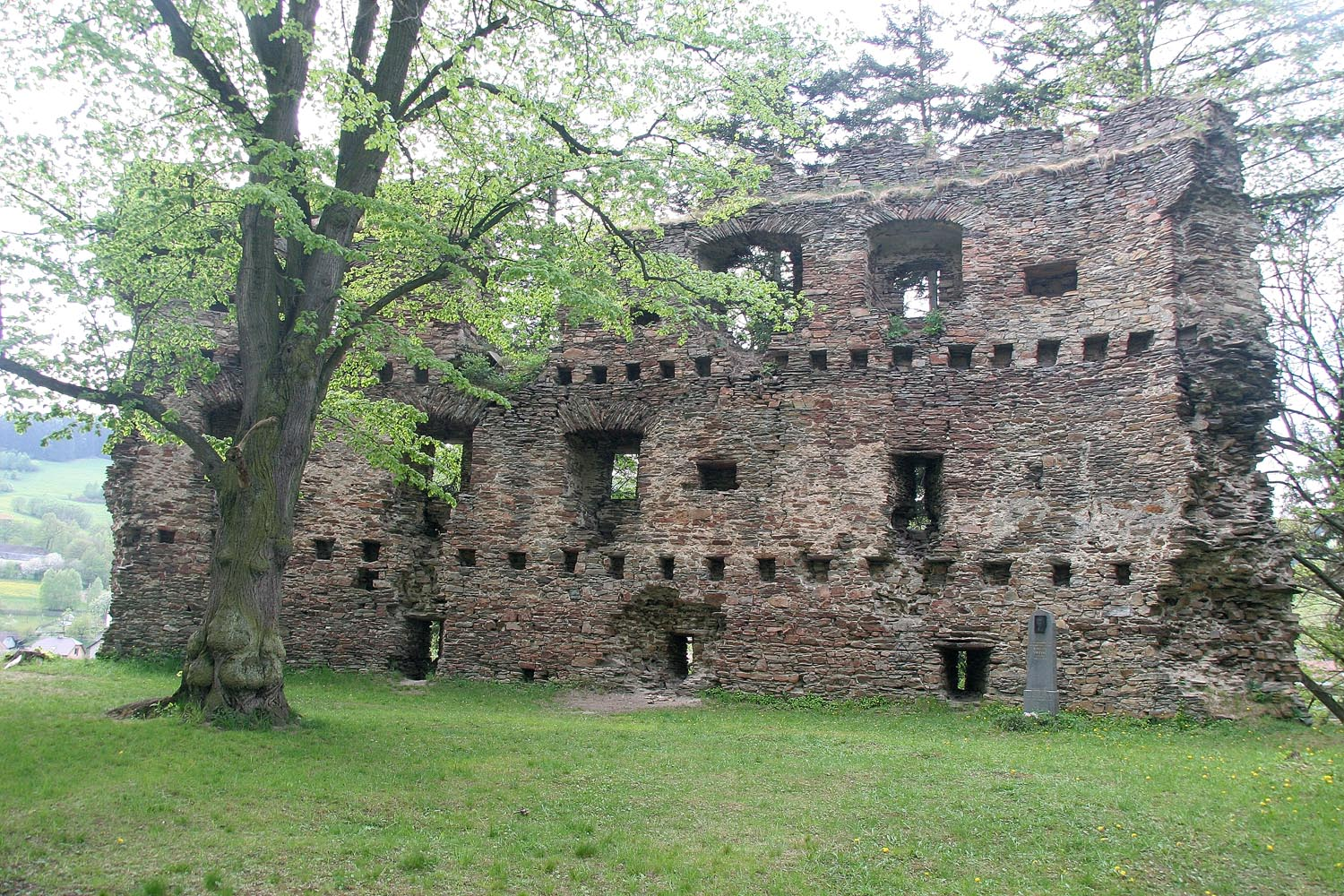
Reste der Burg

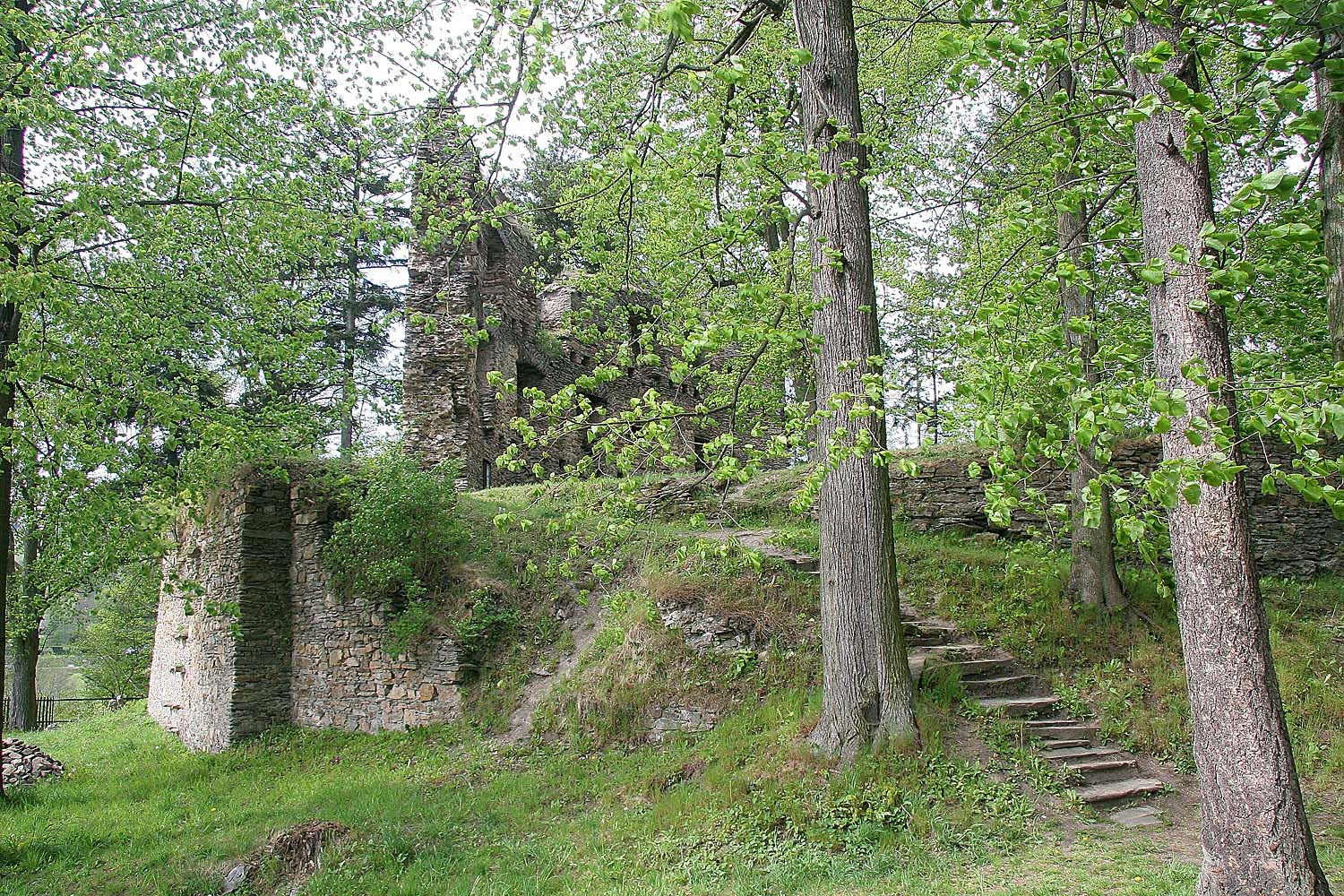
Aufgang zum Palas

Die Ruine der Burg Dalečín (deutsch Tollstein, auch Tolenstein) befindet sich in der Gemeinde Dalečín im Okres Žďár nad Sázavou, Tschechien.

## Geographie
Die Höhenburg liegt im südlichen Teil der Böhmisch-Mährische Höhe in einer Flussschleife der Svratka.
Westlich davon befindet sich das Schloss Dalečín.

## Geschichte
Erstmals schriftlich erwähnt wurde die Burg im Jahre 1358, als Klara von Tasov zusammen mit ihrem Schwager, dem Olmützer Propst Ješek, die Dörfer Dalečín, Vítochov und Písečné an Jimram von Pernstein verkaufte. Aufgrund ihres Baustiles in Luxemburger Gotik wird eine Entstehungszeit um 1340 angenommen.
Als Räubernest wurde die Burg zusammen mit Štarkov zerstört und später von den Pernsteinern teilweise wiederhergestellt. Nach den Hussitenkriegen wurde die Burg erneut zum Schlupfwinkel von Räubern. Im Jahre 1519 eroberte der mährische Landeshauptmann Archleb Vranovský von Boskowitz die Burg und ließ sie niederreißen. Sie wurde nie wieder aufgebaut und in der Zeit zwischen 1588 und 1603 als wüst bezeichnet.

## Anlage
Die Burg liegt auf einer Landzunge und war an drei Seiten geschützt durch die Svratka. Umgeben war sie von einem befestigten Wall mit 11–13 m breitem Graben.
Erhalten ist ein Teil der Außenmauer des runden Palas.